# Drastic Plastic
Modern Music è il quinto e ultimo album in studio del gruppo musicale britannico Be-Bop Deluxe, pubblicato nel 1977.

## Tracce
1. Electrical Language – 4:50
2. New Precision – 4:30
3. New Mysteries – 4:44
4. Surreal Estate – 5:00
5. Love in Flames – 4:09
6. Panic in the World – 5:04
7. Dangerous Stranger – 3:05
8. Superenigmatix (Lethal Appliances for the Home with Everything) – 2:10
9. Visions of Endless Hopes – 2:23
10. Possession – 2:34
11. Islands of the Dead – 3:45